# Симоново (Тульская область)
Симоново (Симино, Самино, Сисимино) — село в Заокском районе Тульской области России.
В рамках административно-территориального устройства является центром Симоновского сельского округа Заокского района, в рамках организации местного самоуправления входит в Демидовское сельское поселение.
Ранее входило в состав Алексинского уезда.
По местному преданию село первоначально носило название Симино.

## География
Расположено на расстоянии: от Тулы — в 40 км, Алексина — в 20 км, Москвы — в 120 км.

## Население
| 1859 | 1915 | 2002 | 2010 |
| ---- | ---- | ---- | ---- |
| 385  | ↗798 | ↘601 | ↗635 |

## Инфраструктура
К посёлку подходит асфальтированная дорога. Имеется: электричество, газ, водопровод, школа, магазин и кафе. Село связано автобусным маршрутами до Алексина и Москвы (ст. метро Южная). Через Симоново проходят междугородние автобусные маршруты связывающие город Алексин с городами: С-Петербург, Тверь, Казань, Астрахань, Саранск, Саратов, Сергиев посад, Тамбов.

## История
Главным занятием сельчан было земледелие, но треть занималось работами на фабриках и заводах близлежащих городов.
Впервые деревня упомянута в Переписной книге Алексинского уезда за 1678 год: «За стольником, князем Андреем Дмитриевичем Щербатовым село Самино, 20 дворов крестьянских, 12 бобыльских, 16 дворов задворных....». Первый деревянный храм в селе построен в 1670 году: «по челобитью стольника князя А. Д. Щербатова обложена вновь на Москве церковь Рождества Пресвятой Богородицы в вотчине его в селе Сисимине и по окладу велено взять с 1670 года, с которого года в той церкви почала быть служба».
Село во 2-й половине XVIII века перешло новому владельцу — князю Фёдору Фёдоровичу Щербатову, которым в селе выстроен новый деревянный храм в 1770 году, в честь Рождества Пресвятой Богородицы, с приделом в честь Всемилостивейшего Спаса. Вместе с ними селом владели — князь Щербатов Михаил Михайлович, княгиня Щербатова Наталья Ивановна. 
Из старого храма передан святой антиминс освящённый в 1759 году митрополитом московским Тимофеем. С построением храма образовался приход, хотя некоторое время и после этого село называлось Симино, изменившееся позже в Симоново. В приходе, кроме самого села были деревни: Болдово, Верхнее и Нижнее Опасово, Любички и сельцо Марьино.
Во время Отечественной войны 1812 года село стало центром сосредоточения полков, которые вошли в состав Тульского ополчения. Симоновский помещик, князь, генерал-майор Александр Фёдорович Щербатов собрал здесь и возглавил два конных полка. В 1819 году в благодарность за благополучное возвращение с войны 1812 года, князем Александром Петровичем Щербатовым к храму пристроен алтарь. Храмовой образ этого придела составляла икона, которой благославил 15 сентября 1812 года 1-й Казачий полк, как гласила надпись на ней, Преосвященный тульский Амвросий. В течение своего существования храм подвергался переделкам, частью на церковные средства, частью на средства церковных старост: А.И. и А. А. Башкировых. Церковный капитал благодаря пожертвованиям, сделанным Башкировыми в разное время, составлял в 1894 году 7.050 рублей. Церковный штат состоял из священника и псаломщика. Имелось церковной земли: усадебной — 3 десятины, полевой — 33 десятины. Здание церкви не сохранилось.
С 1883 года при церкви открыта церковно-приходская школа.
После октябрьской революции 1917 года село начало стремительно развиваться, строились новые дома, приезжали новые люди. В 2010 году в селе насчитывалось 635 жителей. Село продолжает свое развитие.

## Известные уроженцы
- В селе родился преподобный, иеромонах, духовник Киево-Печерской лавры Парфений (Краснопевцев).